# Javier Prats García
Javier Prats García (Castellfort, Els Ports, 12 de juliol de 1976) és un futbolista valencià ja retirat, que ocupava la posició de migcampista.

## Trajectòria esportiva
Format al CE Castelló, amb qui arriba a jugar en el primer equip a Segona Divisió B, el 1996, el València CF, equip amb els drets del migcampista, el va cedir al Vila-real CF. A l'equip groguet va militar durant tres temporades, tot i que el seu rendiment va anar de més a menys. La temporada 98/99 debuta a la màxima categoria amb el Vila-real, disputant només quatre partits.
Posteriorment va jugar al Llevant UE i a l'Hèrcules CF, fins que el 2000 es queda a València. Però, no té lloc al primer equip i milita dues campanyes amb el València B. La 02/03 la disputa al CE L'Hospitalet i la 03/04 entre dos equips de Regional Preferent valenciana, primer el Vinaròs, on no arriba a debutar per problemes econòmics dels del Maestrat, i al Borriol, equip al qual es retira el 2004.
Després de penjar les botes, Javi Prats ha continuat vinculat al món del futbol exercint de tècnic del Castelló Juvenil i del Borriol.